# Осуми (острови)
Вижте пояснителната страница за други значения на Осуми.
Острови Осуми (на японски: 大隈諸島) или архипелаг Осуми са част от о-ви Рюкю, в северната част на о-ви Сацунан, северозападната част на Тихия океан. Островната група принадлежи на Япония.
Островната група лежи на юг от полуостров Осуми, на около 60 километра от о. Кюшу. Осуми имат вулканичен произход и обща площ 1030 km2. Климатът е субтропически.
Населението е около 50 000 души, от които около 19 000 живеят в град Нишиноомоте на остров Танигашима. Цялата островна група влиза в състава на префектура Кагошима.
На остров Танигишима се намира космически център Танигашима, построен през 1969 г. От центъра се извършват изстрелвания на ракети-носители, които извеждат изкуствени спътници в орбита.